# 永宁天主堂
永宁天主堂，全名“天主教北京教区永宁耶稣圣心堂”，位于北京市延庆区永宁镇阜民街皇甲巷7号，隶属天主教北京教区。永宁天主堂是北京地区最偏远的天主教堂。

## 历史
据天主教北京教区1924年年鉴记载，永宁天主堂始建于清朝同治十二年（1873年），时称“延庆县永宁城天主堂”。教友人数不断增加，达到数千人。光绪二十六年（1900年）永宁城义和团在关帝庙起事，与延庆县义和团于该年农历六月二十二日将此教堂烧毁，一千多名教友为主致命（如今堂院内留有碑刻）。光绪二十八年（1902年），用地方赔款重建。
文化大革命期间，教堂遭到严重的破坏。此后教堂被改做永宁地区的粮库约20年，部分建筑被拆毁。1985年，中共的宗教政策落实后，教堂及部分附属房屋被腾退归还给天主教会。1986年，天主教北京教区与人民政府对教堂进行了全面整修。1987年，傅铁山主教主持了开堂典礼，该教堂正式恢复宗教活动。此后，王基志老神父，高阳神父等人定期下会，送来圣事和弥撒。
1993年，韩文生神父作为本堂宗教政策落实后的第一任本堂神父主持教务；同时该堂被定为延庆县文物保护单位。2001年，永宁天主教堂被列为北京市文物保护单位。2003年10月，北京市文物局投资50万元人民币对教堂的屋顶及室内外开展了全面整修，同年11月修缮工程完工并通过验收。2008年，经本堂神父邓剑和堂区教友的努力，以及延庆县人民政府的支持下（延庆县人民政府出资15万元人民币），对堂区线缆路线以及内部环境进一步整治。2009年，本堂神父邓剑在各级政府的关怀下，使永宁天主堂用上了市政集体供暖。
2012年7月13日，在永宁天主堂庆祝了张天路神父晋铎15周年，张天路神父是永宁天主堂的本堂神父。

## 建筑
永宁天主堂位于延庆区城以东约17公里处，占地面积约416平方米。永宁天主堂为青灰色建筑，采用哥特式风格建筑造型，坐北朝南，平面呈矩形（南北向长，东西向短），巴西胜卡式布局，四个尖塔冲天而立，与西什库天主堂（北堂）非常相似，只是较简化一些，所以过去有“小北堂”之称。永宁天主堂的原建筑有南正门、西偏门、教堂。如今，该教堂建筑主要由正门、教堂、配房等部分组成。
永宁天主堂总建筑面积750平方米。面阔13.5米，通进深26.4米，周围有中式风格配房8间以及大门，院内有一通“诸位信友致命者墓碑”。教堂前有八根砖柱，其中前方四柱夹有三个三角，中间的三角内雕刻着十字架。

## 主任司铎
- 伯多禄·赵建敏神父（？—1992年9月）[5]

……
- 保禄·韩文生神父（1993年12月—1996年9月）
- 伯多禄·李先敬神父（1996年—1998年）
- 类斯公撒格·吴履信神父（1998年—2000年）
- 伯多禄·韩斌国神父（2000年11月—2001年11月）
- 多默·刘国志神父（2001年—2002年）
- 若瑟·卞寅神父（2002年—2007年）
- 伯多禄·邓剑神父（2007年—2011年2月）
- 方济各·沙勿略·张天路神父（2011年2月—）[2][6]